# フェアバーン・システム
フェアバーン・システム(Fairbairn System）とは、イギリス人のウィリアム・E・フェアバーンが編み出した格闘術の総称。

## 概要
第二次世界大戦で連合国各国軍に採用されて高評価を得て、WW2 style Close Quarter Combatives（第二次世界大戦スタイル近接格闘術）とも呼ばれる。西側諸国だけでなく、東側諸国（旧共産圏）も含めた現代軍用格闘術の源流である。また、SWATをはじめとする警察特殊部隊の格闘術の源流でもある。徒手格闘術だけではなく、ナイフ格闘術や棍棒格闘術も含まれる。
フェアバーンは、自身の格闘術を市街地戦や屋内戦での拳銃・射撃を中心とする戦術の一部と位置付けており、現代の軍隊のCQB(近接戦闘)の考え方を先取りしている。

## 歴史
イギリス海兵隊員だったフェアバーンは、上海共同租界工部局警務処に勤務するために1907年上海共同租界に渡る。
上海滞在中、天皇に日本武術を指導した者の二番弟子を称する岡田直次郎が開いた乍浦路の楊心館に入門し楊心流の柔術を学んだ。フェアバーンは柔術修行の一環のとして講道館柔道も学び二段位を受けた。
また、1907年には、中国皇太后の護衛隊にも訓練指導していたツァイ・チンドンから詠春拳も学んだ。　さらに市街戦や屋内戦に適した射撃術も編み出し、上海市警察内にSWATの原型ともいえる内容の部隊を編成した。
フェアバーンはこの時期の自らの格闘術を「ディフェンドゥー」と名づけている。
1940年に部下で格闘術の弟子でもあったエリック・A・サイクスを連れてイギリス本土に戻り、陸軍大尉となり、サイクスとともに特殊部隊、諜報機関、軍の一般部隊などで格闘術を含む近接戦闘戦術を指導した。その間に、より実戦的な「サイレント・キリング」（無音殺傷法）を編み出した。
1941年にはサイクスと共同で奇襲攻撃と戦闘に特化したフェアバーン・サイクス戦闘ナイフを開発している。
1942年にアメリカ合衆国の諜報機関OSS（CIAの前身）の教官として招聘され、OSSで指導する。この時期に、フェアバーンの代表的な弟子で、のちに近接戦闘の世界的権威となったレックス・アップルゲート（当時、陸軍中尉、OSS教官）を指導した。
現在でも各国の軍隊では、「フェアバーン・システム」に他の格闘技や武術の技を加えるなどの改良をした内容のものを軍用格闘術として採用していることが多い。

## 技法
柔術の当身の影響から、パンチは殆ど使わず手刀や掌底を多用し、逆、投、絞、連行法（関節を極めて連行する技）などを取り入れたほか、捕縄術も含むなど、体術に関してはオカダから学んだ技術を元にしたディフェンドゥーをベースに、上海で習得した中国武術や実戦経験から得た知見を合わせたことで、レスリングやボクシングを基本とするヨーロッパ式の体術とは異なる技術体系となっている。
ナイフ術に関しては小具足のような日本の武器術で使用される脇差（片刃）ではなく、西洋のナイフ術で使用される刺突を重視した諸刃の小型ナイフを想定しており、フェアバーン・サイクス戦闘ナイフもこの技法に合わせて設計された。武器術単体ではなく、後ろから相手の髪を掴んでナイフを突きつけて脅し武器を捨てさせるなど、逮捕術と組み合わせているのが特徴である。
射撃術は警官としての勤務経験から、軍隊で指導される平地でライフルを使用する中近距離の射撃技術ではなく、射線が限られる都市部や屋内において拳銃を使用する近距離戦を重視したものとなった。相手に銃を突きつけられた状態から素早く身を躱し、銃を奪い取って制圧するなどの対処法も教授されていた。